# Ivan Mikulić
Ivan Mikulić est un chanteur croate né le 8 mai 1968 à Mostar.
Il représente la Croatie au Concours Eurovision de la chanson en 2004 avec la chanson You are the only one et finit 12ème.